# 鄭泰原
鄭泰原（チョン・テウォン、정태원、1954年 - 2011年6月10日）は韓国の翻訳家、推理小説評論家。韓国推理作家協会所属。主に日本および欧米の推理小説を朝鮮語に翻訳している。

## 略歴
1954年、ソウル生まれ。1981年、中央大学校演劇映画科卒業。その後広告会社に入社。
1990年代から、各社が出版する推理小説全集の多くにかかわっており、自ら翻訳したものだけでも70冊を超える。2002年には、シャーロック・ホームズ全集の翻訳を担当し、国外作品の翻訳ブーム・推理小説ブームを引き起こした。
韓国でも随一の、推理小説の原書の収集家であり、自宅には13000冊の日本・欧米の推理小説の原書が収集されている。
1990年代初頭に、韓国推理作家協会と日本推理作家協会の交流が始まった際には、中島河太郎と書簡のやり取りをした。
2011年6月10日、死去。57歳没。

## 日本での活動
- 翻訳（朝鮮語から日本語）
  - 金且愛（キム・チャエ）「わな」 （光文社『ジャーロ』4号（2001年夏号）、企画「世界のミステリーを読む」韓国編）
- 韓国の推理小説の紹介
  - 韓国ミステリ事情 （早川書房『ミステリマガジン』2000年10月号、特集 コリアン・ミステリ・ナウ）

## 主な翻訳作品
（）内は、韓国での刊行年月

### 日本語から朝鮮語
- 村上龍 - 『イン ザ・ミソスープ』（1998年1月）
- 柴田錬三郎 - 『決闘者 宮本武蔵』（1999年6月）
- 笹沢左保 - 宮本武蔵シリーズ （2000年5月-11月）
- 東野圭吾 - 『白夜行』（2000年11月）
- 柴田錬三郎 - 『幽霊紳士』（2003年3月）
- 首藤瓜於 - 『脳男』（2003年4月）
- 浅暮三文 - 『石の中の蜘蛛』（2004年7月）
- 垣根涼介 - 『ワイルド・ソウル』（2005年5月）
- 森山赳志 - 『黙過の代償』（2005年12月、日韓同時刊行）
- 浅田次郎 - 『地下鉄に乗って』（2007年3月）
- 松本清張 - 『黒い画集』（全3巻）（2009年8月）
- ヒキタクニオ - 『負の紋章』（2009年12月）

### 英語から朝鮮語
- トレヴェニアン - "The Main"
- アーサー・コナン・ドイル - シャーロック・ホームズ全集 （2002年4月-8月、全8巻）
- 世界文学ベストミステリコレクション （2007年7月、全3巻）